# Li Jinzi
Li Jinzi (chiń. 李金子; pinyin Lǐ Jīnzǐ; ur. 4 marca 1990 w Zhaodong) – chińska bokserka startująca w kategorii wagi średniej, brązowa medalistka olimpijska, medalistka mistrzostw świata.
Największym jej sukcesem jest brązowy medal igrzysk olimpijskich w Londynie w kategorii wagi średniej.